# Клифорд (Индијана)
Клифорд (енгл. Clifford) град је у америчкој савезној држави Индијана.

## Демографија
По попису из 2010. године број становника је 233, што је 58 (-19,9%) становника мање него 2000. године.
| Група             | 2000.       | 2010.       |
| Белци             | 277 (95,2%) | 228 (97,9%) |
| Афроамериканци    | 0 (0,0%)    | 0 (0,0%)    |
| Азијати           | 0 (0,0%)    | 0 (0,0%)    |
| Хиспаноамериканци | 4 (1,4%)    | 4 (1,7%)    |
| Укупно            | 291         | 233         |